# Estado de México–Faren Kuota
Estado de México–Faren Kuota (UCI код: EMF) — итальянская (до 2014 года), а затем мексиканская женская профессиональная шоссейная велокоманда, выступавшая в элитных шоссейных велогонках, таких как Женский мировой шоссейный кубок UCI.

## История команды

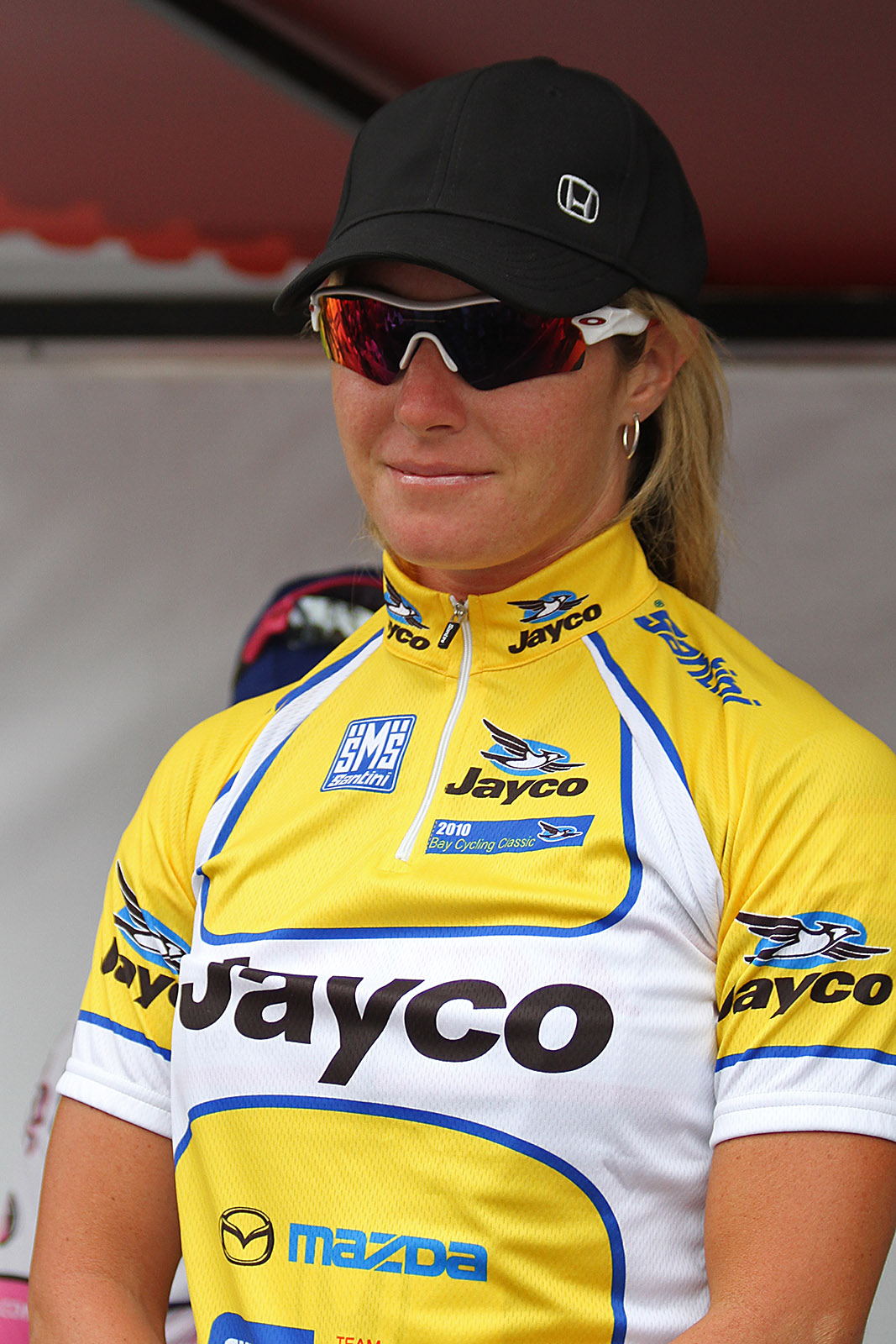
Рошель Гилмор — лучшая гонщица команды в 2012 году
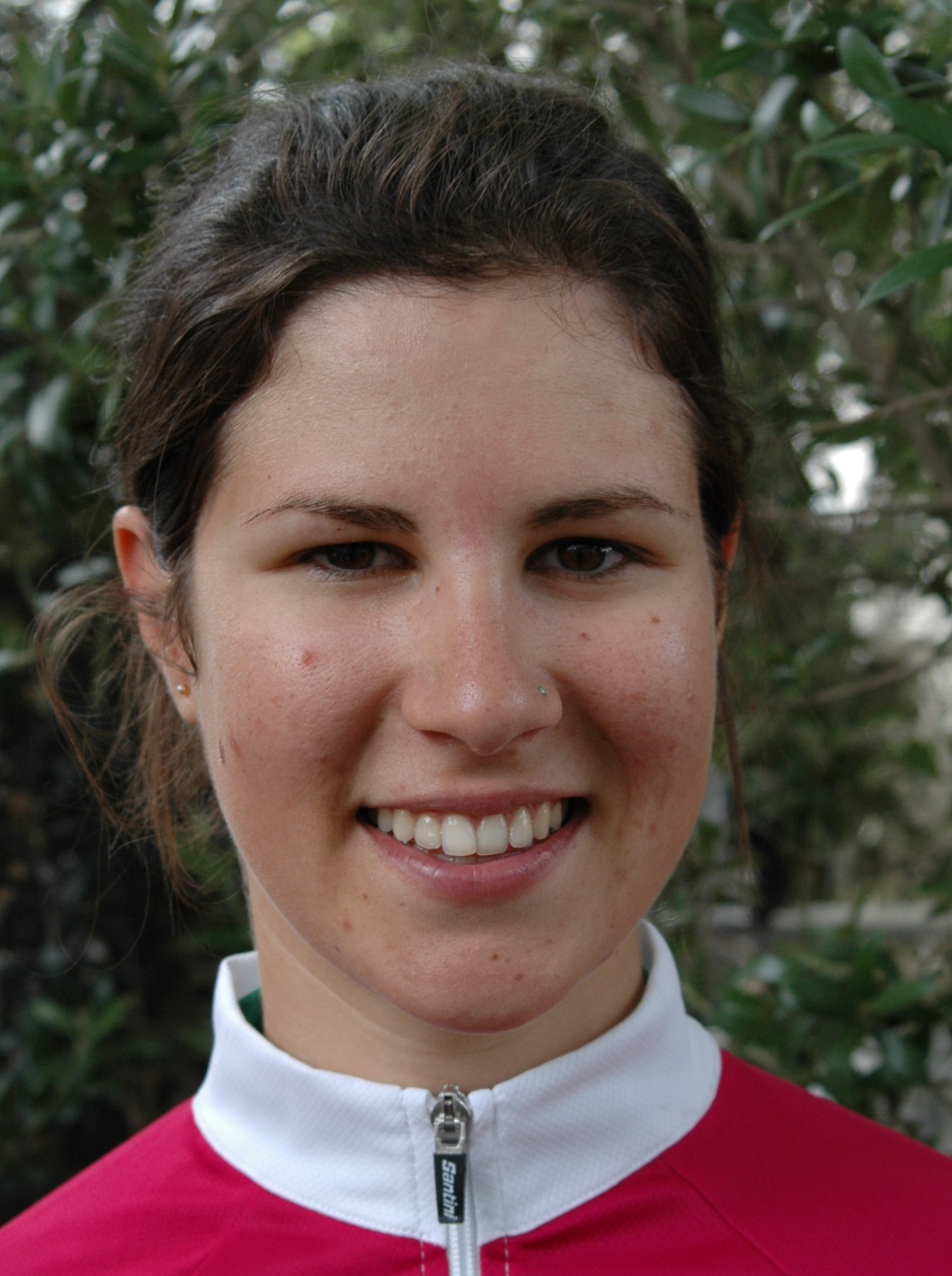
Елена Чеккини лидирует вместе с Росселлой Ратто в 2014 году

Команда была основана в 2012 году и перестала существовать в 2014 году.
До 2014 года команда базировалась в Корнаредо, недалеко от Милана в Ломбардии. 

## Рейтинги UCI
В таблице представлены позиции команды Estado de Mexico Faren в рейтинге Международного союза велосипедистов по окончании сезона, а также её лучших гонщиков в индивидуальных рейтингах.
| Год  | Командный рейтинг | Лучшая спортсменка в личном зачёте |
| 2012 | 12-я              | Рошелль Гилмор (38-я)              |
| 2013 | 17-я              | Сюзанна Дзорци (60-я)              |
| 2014 | 10-я              | Росселла Ратто (18-я)              |

Команда вышла на Женский мировой шоссейный кубок UCI с момента своего основания в 2012 году. В таблице представлены рейтинги команды в кубке мира, а также лучшие гонщики в индивидуальном зачёте.
| Год  | Командный рейтинг | Лучшая спортсменка в личном зачёте |
| 2012 | 10-я              | Рошелль Гилмор (28-я)              |
| 2013 | 9-я               | Сара Мустонен (32-я)               |
| 2014 | 7-я               | Елена Чеккини (12-я)               |

## Руководство
В течение трёх лет существования команды Фортунато Лаккуанити являлся её спортивным директором. В 2011 году он вошёл в состав команды Gauss. Вальтер Риччи Петитони был представителем команды в UCI в 2012 и 2014 годах. В 2013 году эту должность занимала Мартина Риччи Петитони, а Вальтер Петитони был спортивным директором команды. В 2011 году он занимал эту должность в команде SC MCipollini Giambenini. В 2012 и 2013 годах Примо Греспан также был спортивным директором команды. В 2012 году Фабрицио Фаббри и Майкл Энглеман были помощниками менеджера команды. В 2014 году эту роль взяла на себя Моника Ло Версо.

## Партнёры
Химическая группа Faren являлась основным партнёром команды с 2012 по 2014 годы. В 2012 году вторичным партнером стал производитель автомобилей Honda. В 2013 году спонсором стал велосипедный бренд Kuota, который, соответственно, поставлял велосипеды. В 2014 году спонсором команды выступал штат Мехико.

## Состав команды
В составе команды выступали Рошель Гилмор, Николь Кук, Фабиана Луперини, Елена Чеккини и Росселла Ратто.